# Aeródromo Militar de Ablitas
El Aeródromo Militar de Ablitas es un aeródromo del Ejército del Aire (España) situado en Ablitas, localidad de Navarra. El aeródromo posee una pista de tierra de 1.800 metros, la única de estas características del Ejército del Aire. En el año 2013 se realizaron pruebas de aterrizaje en pista de tierra con el Airbus A400M.

## Historia
El aeródromo comenzó a utilizarse durante la Guerra Civil. Actualmente acoge un destacamento permanente del Ejército del Aire.

## Accidentes e incidentes
- En el año 1982 una avioneta Piper PA-60 Aerostar se estrelló al despegar. No hubo fallecidos entre los 6 ocupantes.[4]
- En 1997 el piloto de una avioneta Mudry CAP 10 se precipitó a tierra, falleciendo en el acto. La avioneta se estrelló poco después.[5]